# Макебен, Тео

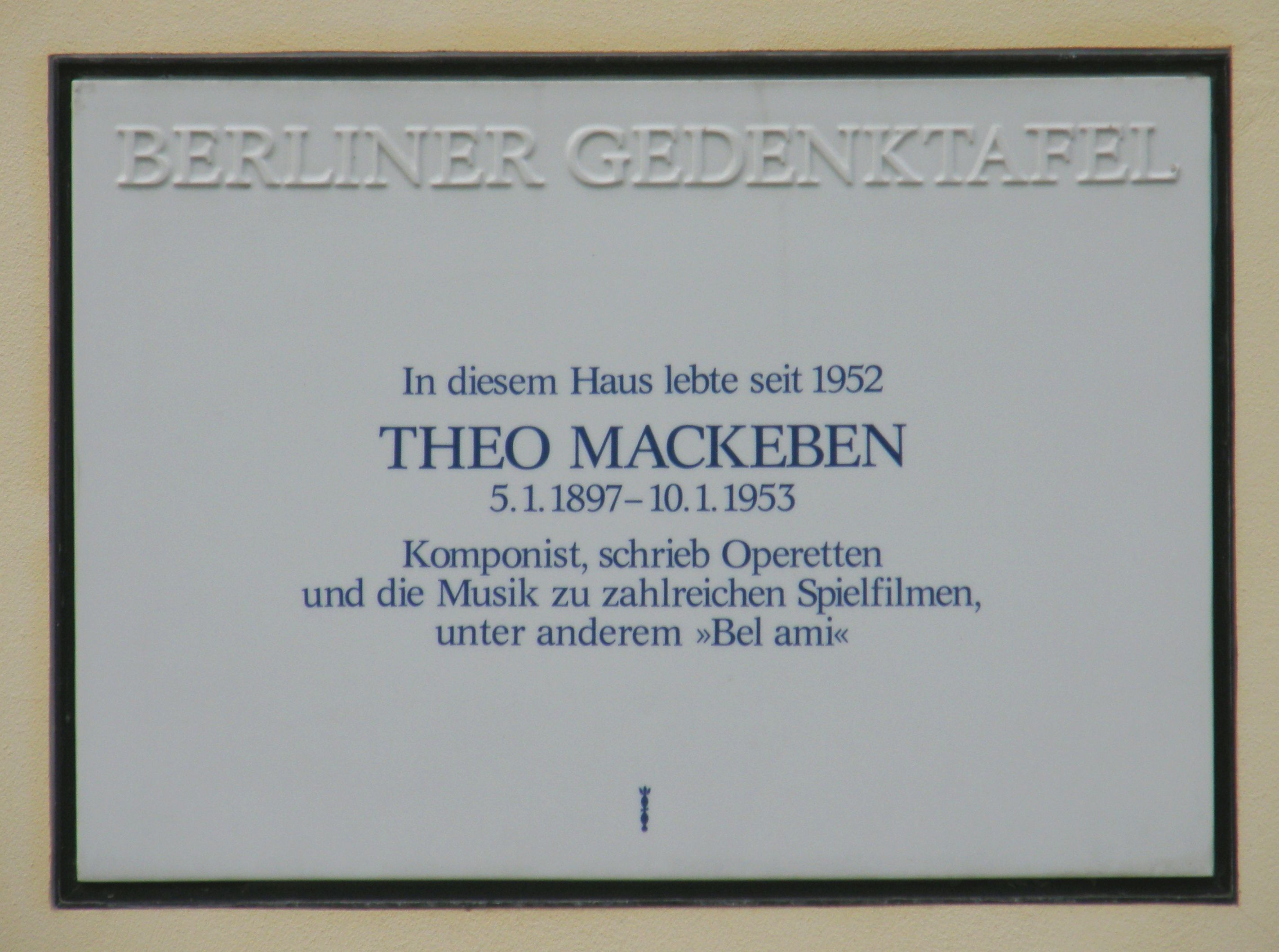
Мемориальная доска в Берлине

Тео Макебен (нем. Theo Mackeben, (псевдонимы: Джон Моррис, Ред Робертс; 5 января 1897; Пройсиш-Штаргард, Западная Пруссия — 10 января 1953, Берлин) — немецкий пианист, дирижёр и композитор-опереттист. Известен в основном сочинением эстрадных шлягеров и музыки к кинофильмам, однако сочинял также академические симфонические произведения, в которых заметно влияние С. Рахманинова.
Наиболее известными его произведениями являются шлягер «Bel Ami» (известен в многочисленных кавер-версиях, в частности, Удо Линденберга) и марш «Бурская земля — свободная земля» из фильма «Дядюшка Крюгер», часто использовавшийся в пропагандистском киножурнале «Die deutsche Wochenschau».

## Биография
После окончания школы в Кобленце Макебен изучал музыку в 1916—1920 гг. в Кёльнском музыкальном училище, а также в Варшаве. До 1922 г. выступал как концертный пианист, в частности, как аккомпаниатор виртуоза-скрипача Леопольда Пшемислава, затем переехал в Берлин, где он, в частности, аккомпанировал Розе Валетти на фортепиано в кафе «Грёсенван» (Café Größenwahn), а позднее играл в танцевальном оркестре Барнабаса фон Гечи в берлинском отеле «Эспланада». Помимо этого, работал эстрадным капельмейстером Народного театра, позднее первым капельмейстером государственного театра (Staatliches Schauspielhaus). В 1928 г. руководил постановкой премьеры «Трёхгрошовой оперы» в Театре на Шиффбауэрдам (de:Theater am Schiffbauerdamm).
Во времена нацистской диктатуры Макебен писал музыку к развлекательным и историческим (фактически пропагандистским) фильмам; среди последних получили известность «Патриоты» (Patrioten), «Дядюшка Крюгер» (Ohm Krüger) и «Немка» (Germanin).
По окончании Второй мировой войны с 1946 г. и в течение 2 лет Макебен занимал должность музыкального руководителя берлинского театра «Метрополь».
Похоронен на Вильмердорфском кладбище в Берлине. Вскоре после его смерти о нём был выпущен биографический фильм de:Bei Dir war es immer so schön (1954).

## Сочинения (избранный список)
- Оперетты
  - 1931: Die Dubarry (экранизирована в 1951 году)
  - 1932: Die Journalisten
  - 1934: Lady Fanny And The Servant Problem
  - 1934: Liebe auf Reisen
  - 1938: Anita und der Teufel
  - 1943: Der goldene Käfig
  - 1950: Die Versuchung der Antonia
- Оперы
  - Manuela (не исполнялась)
  - Rubens (не исполнялась)
- Музыка к звуковым фильмам
  - 1932: Die verkaufte Braut
  - 1933: Liebelei
  - 1934: de:So oder so ist das Leben aus dem Film de:Liebe, Tod und Teufel
  - 1938: de:Tanz auf dem Vulkan
  - 1938: Gewagtes Spiel (Break the News)
  - 1938: Heimat
  - 1939: Средь шумного бала, de:Es war eine rauschende Ballnacht
  - 1939: Bel Ami
  - 1940: de:Das Herz der Königin
  - 1941: Дядюшка Крюгер, Ohm Krüger
  - 1941: Der Weg ins Freie
  - 1942: de:Hochzeit auf Bärenhof
  - 1942: de:Frauen sind keine Engel
  - 1943: Das Bad auf der Tenne
  - 1943: de:Altes Herz wird wieder jung
  - 1948: de:Chemie und Liebe
  - 1949: Wer bist du, den ich liebe
- Оратории
  - Hiob
- Сочинения для фортепиано и скрипичного оркестра, театральные, симфонические произведения, песни